# میوکی اوئدا
میوکی اوئدا (انگلیسی: Miyuki Ueda؛ زادهٔ ۲ ژوئن ۱۹۴۴) بازیگر اهل ژاپن است.